# 대한민국 형사소송법 제38조
대한민국 형사소송법 제38조는 재판서의 방식에 대한 형사소송법의 조문이다.

## 조문
제38조(재판서의 방식) 재판은 법관이 작성한 재판서에 의하여야 한다. 단, 결정 또는 명령을 고지하는 경우에는 재판서를 작성하지 아니하고 조서에만 기재하여 할 수 있다.

第38條(裁判書의 方式)裁判은 法官이 作成한 裁判書에 依하여야 한다. 但, 決定 또는 命令을 告知하는 境遇에는 裁判書를 作成하지 아니하고 調書에만 記載하여 할 수 있다.

## 참고 문헌
- 손동권 신이철, 새로운 형사소송법(초판, 2013), 세창, 2013. ISBN 9788984114081
- 신이철, 신형사소송법의 쟁점(2011)(개정판 7판), 유스티니아누스, 2010. ISBN 9788959460205

## 같이 보기
- 재판서